# Craudia
Craudia（クラウディア）は、株式会社エムフロが運営するクラウドソーシングサービス。

## 概要
Craudiaとは株式会社エムフロが、創業当時から主力メディアとして運営していた無料Webパーツ、i2i会員向けにビジネスマッチングサービスを展開したことがキッカケとなって設立されたクラウドソーシングサービスである。
i2i会員の多くはウェブサイト運営者やブロガー、アフィリエイターによって構成されているため、クラウドソーシングとの親和性が高いとされている。

## 沿革
- 2012年1月 - i2iユーザーを対象にテスト運用開始。
- 2012年8月 - i2iから独自のシステムに切り離し、Crowd Desk (クラウドデスク)β版として運用開始。
- 2012年12月 - β版として提供していたクラウドソーシング事業、Crowd Desk (クラウドデスク)をCraudia (クラウディア)へとサービス名を変更し正式運用開始。